# Фридек-Мистек (окръг)
Окръг Фридек-Мистек (на чешки: Okres Frýdek-Místek) е един от 6-те района на Моравско-силезкия краѝ на Чехия. Административен център е град Фридек-Мистек. Площта на окръга е 1208,49 km², а населението — 209 326 жители (гъстотата на населението е 173,21 души на 1 km²). В окръга има 72 населени места, в това число 6 града (Фридек-Мистек, Тршинец, Яблунков, Фридлант над Остравици, Пасков и Брушперк). Окръгът е образован през 1960 г. в резултат на административна реформа.